# Аеродром Гуангџоу-Баијун
Међународни Аеродром Гуангџоу-Баијун (кин: 广州白云国际机场) је међународни аеродром великог кинеског града Гуангџоу, на југу државе. Аеродром се налази 30 km северно од средишта града. 
Аеродром је авио-чвориште за неколико авио-превозника: „Чајна садерн ерлајнс”, „Федекс Експрес”, „9 Ер”, „Хајнан Ерлајнс” и „Шенжен Ерлајнс”. 
2024. године међународни аеродром у Гуангџоуу био је дванаести по прометности путника на свету, са 76 милиона обрађених путника, а истовремено и најпрометнији у Кини. Што се тиче теретног саобраћаја, аеродром је био други по прометности у држави и једанаести у свету.